# Kovářov (Frymburk)
Kovářov (německy Schmiedschlag) je vesnice, část městyse Frymburk v okrese Český Krumlov. Nachází se asi 4,5 km na severozápad od Frymburku. Je zde evidováno 298 adres.
Kovářov leží v katastrálním území Frymburk o výměře 54,07 km².

## Historie
První písemná zmínka o vesnici pochází z roku 1379. Od poloviny 19. století do poloviny 20. století byl Kovářov osadou tehdejší obce Hruštice.

### Počet obyvatel a domů v letech 1869–2011
|           | 1869 | 1880 | 1890 | 1900 | 1910 | 1921 | 1930 | 1950 | 1961 | 1970 | 1980 | 1991 | 2001 | 2011 |
| Obyvatelé | 114  | 109  | 111  | 102  | 111  | 120  | 95   | 22   | 30   | 24   | 2    | 3    | 2    | 24   |
| Domy      | 16   | 15   | 16   | 16   | 15   | 15   | 12   | 6    | –    | 2    | 2    | 10   | 1    | 4    |

Zdroj: Historický lexikon obcí České republiky 1869 - 2011

## Další fotografie

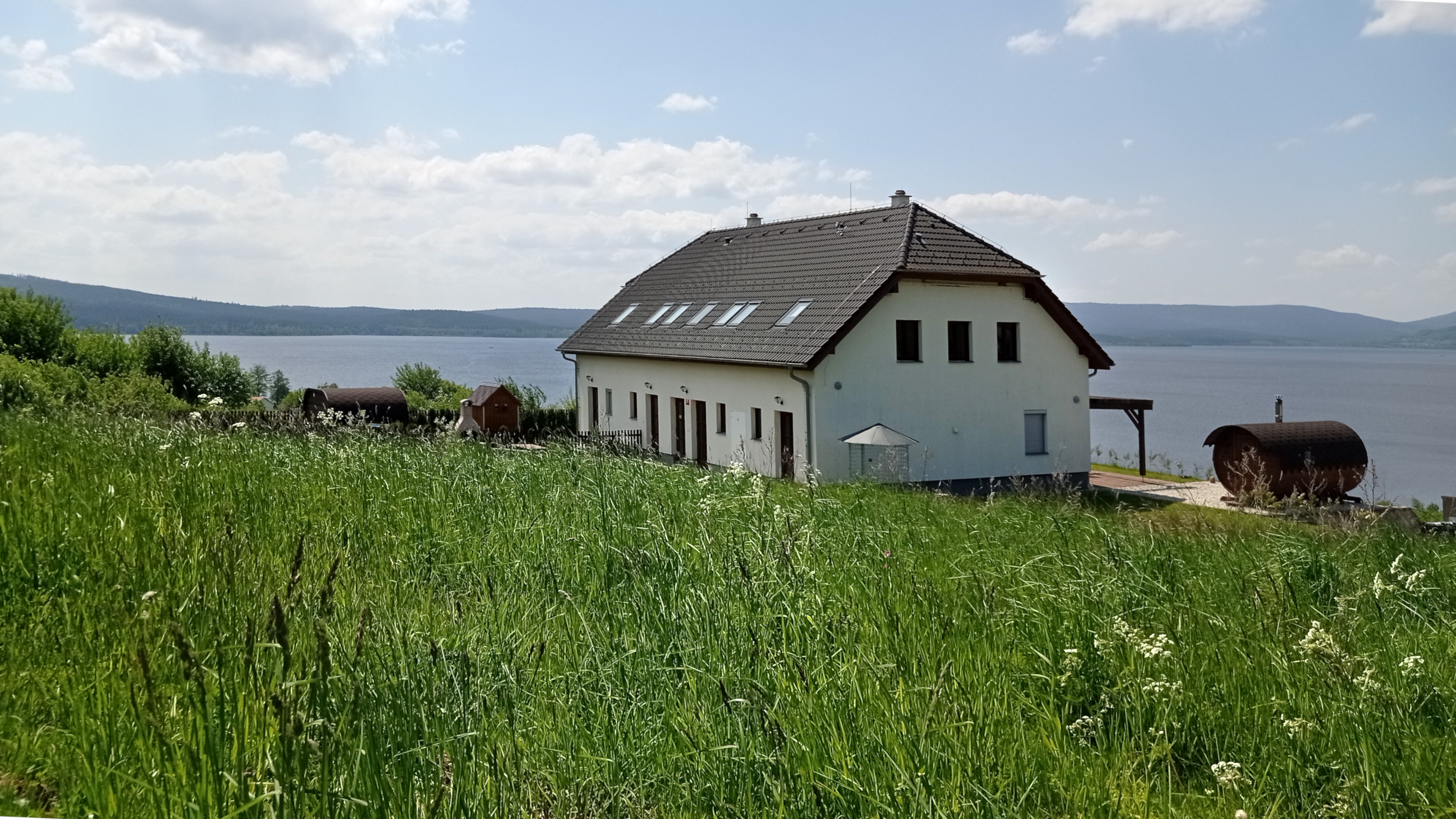
Dům čp. 5, v pozadí vodní nádrž Lipno
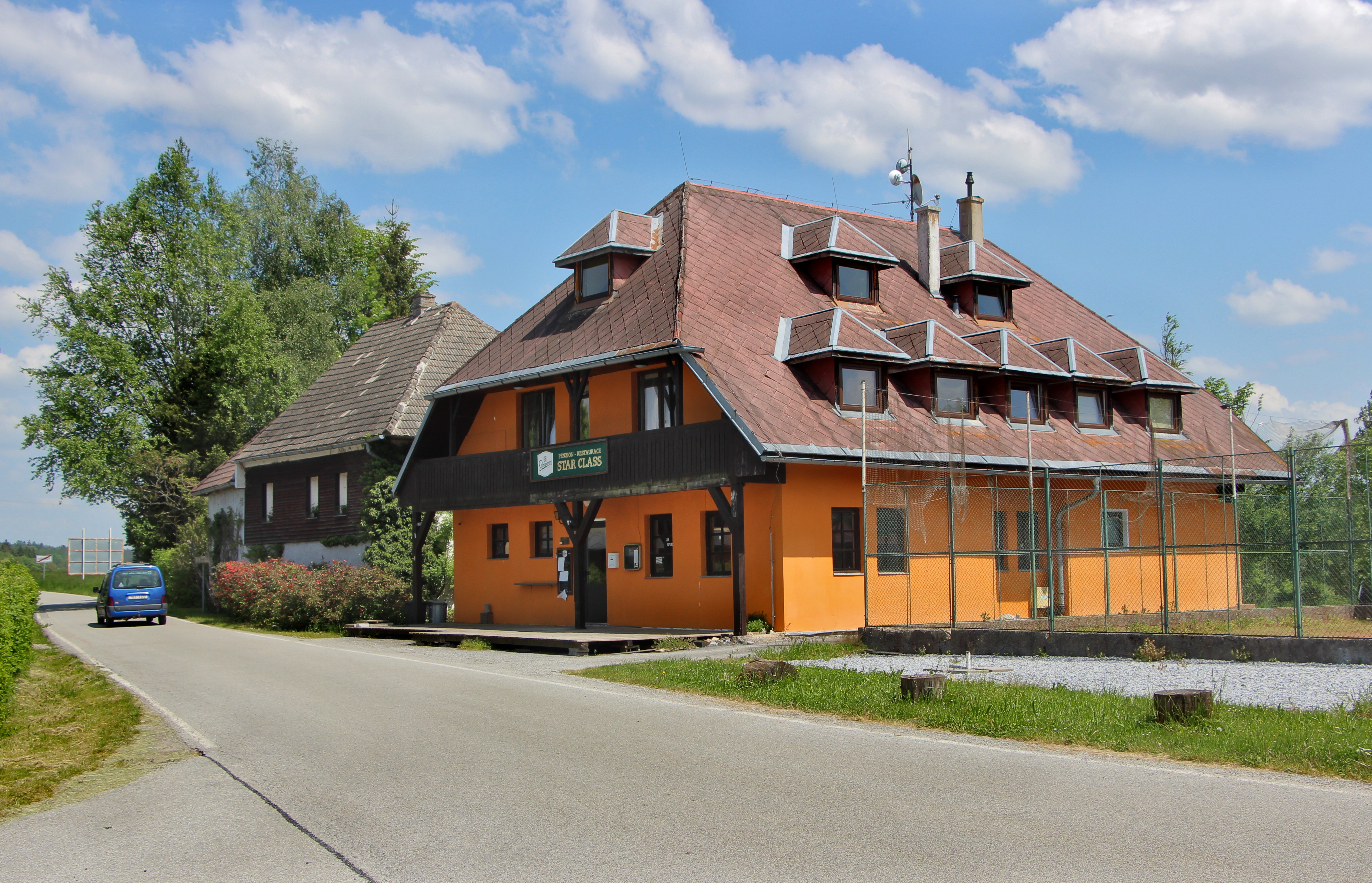
Jeden z kovářovských penzionů
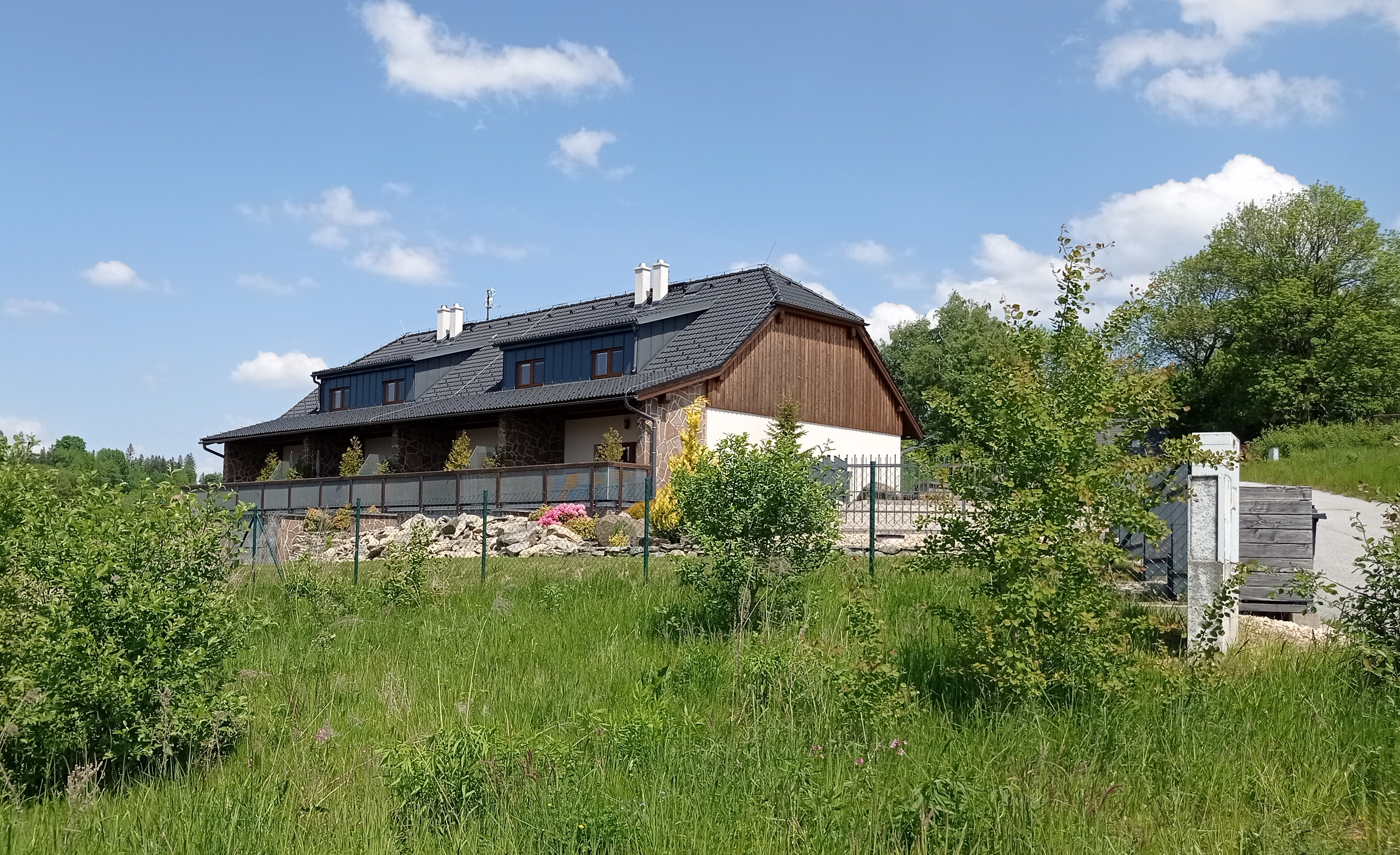
Dům čp. 9
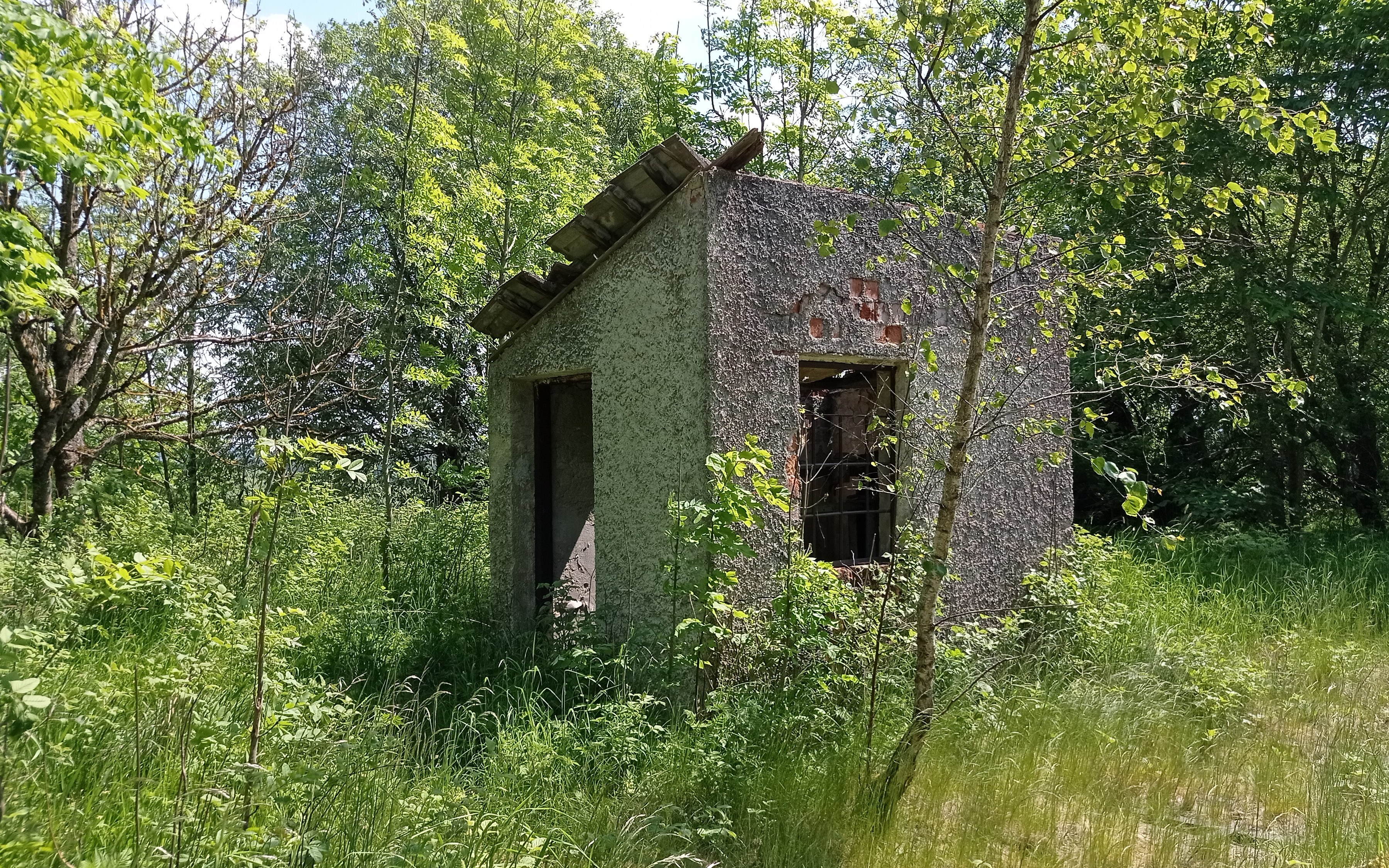
Přístřešek na silniční váhu
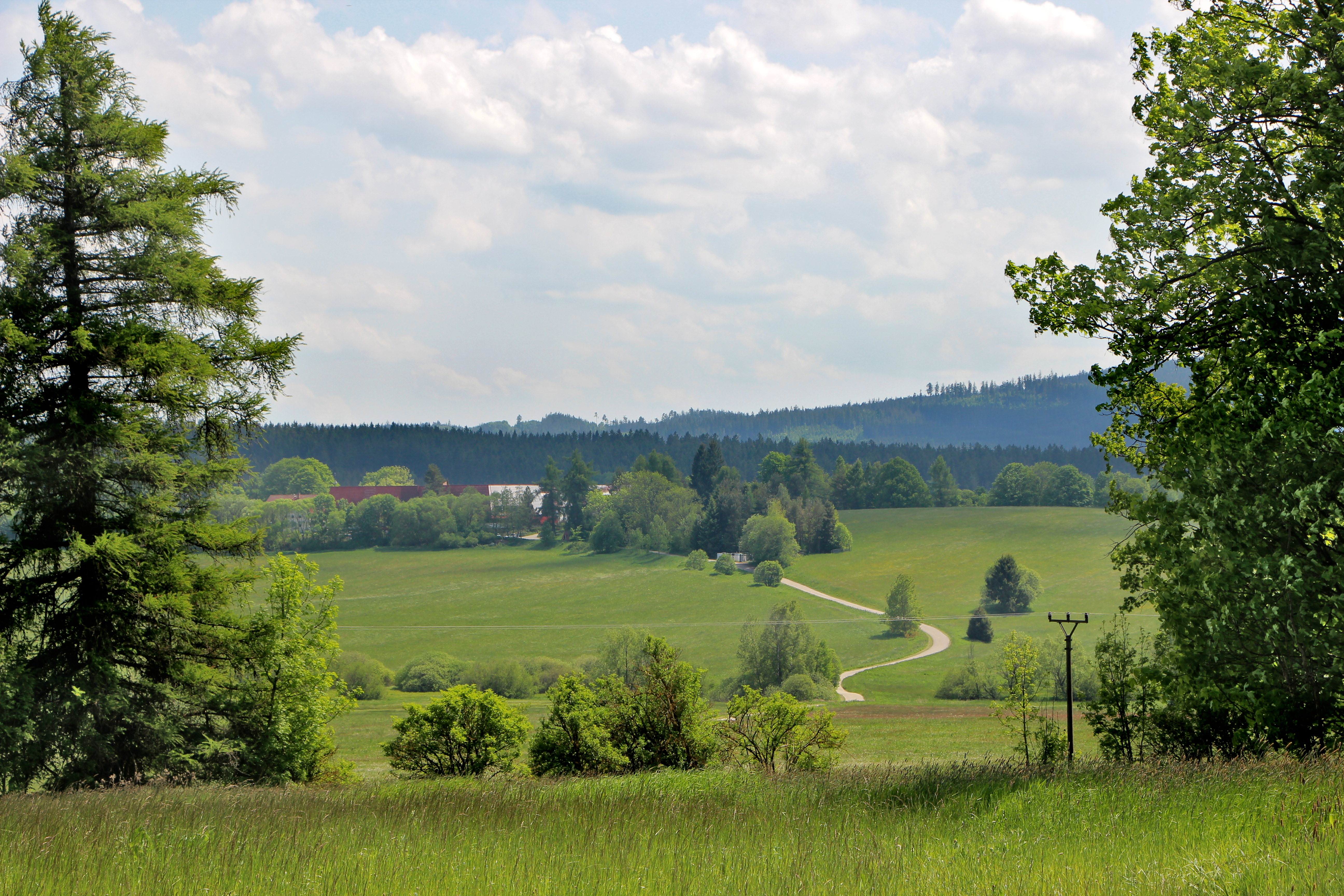
Cesta k osadě Hrdoňov